# 2807 Karl Marx
2807 Karl Marx este un asteroid din centura principală, descoperit pe 15 octombrie 1969, de Liudmila Cernîh.